# Jakobsweg Böhmen–Bayern–Tirol
Der Jakobsweg Böhmen-Bayern-Tirol ist ein etwa 450 Kilometer langer, länderübergreifender Abschnitt im Jakobswegenetz.
Der Pilger- und Fernwanderweg bildet die Verbindung von der UNESCO-Weltkulturerbe-Stadt Český Krumlov in der Südböhmischen Region Tschechiens über das Obere Mühlviertel in Oberösterreich in die niederbayerische Dreiflüssestadt Passau, weiter zum oberbayerischen Wallfahrtsort Altötting und nach Kufstein am Inn im Tiroler Unterland. Der Weg mündet südwestlich von Kufstein bzw. Wörgl in den Jakobsweg Tirol bzw. den Jakobswegs Österreich und endet in Breitenbach am Inn.
Ein Abschnitt des Weges ist der Jakobsweg Oberes Mühlviertel, der von Krumau bis Passau führt. In Passau kann alternativ zum Jakobsweg Böhmen-Bayern-Tirol der Jakobsweg Innviertel bis zur Stadt Salzburg gewählt werden, der dort auf den Hauptast des österreichischen Jakobsweges trifft und über Deutschland und den Pinzgau nach Wörgl führt und dort wieder auf den Jakobsweg Böhmen–Bayern–Tirol trifft.
Im Abschnitt Untergriesbach ist der Jakobsweg bei Gottsdorf an den Donausteig, bei Schmölz im Erlautal an den Goldsteig und den Weitwanderweg E8 angebunden. Der Jakobsweg wurde häufig entlang von bestehenden Rad- und Wanderwegen beschildert, beispielsweise entlang des Inn-Radweges und des Römerradweges sowie der Via Nova.

## Beschreibung
Der Jakobsweg im Landkreis Passau und im Landkreis Rottal-Inn von Neustift im Mühlkreis über Passau nach Altötting wurde von Maximilian Bogner im Detail beschrieben.
Zur Beschreibung des Abschnitts von Krumau bis Passau siehe auch
Von Passau führt der Jakobsweg über Neuburg am Inn, Vornbach, Neuhaus am Inn, Rotthof/Ruhstorf an der Rott, Tettenweis, Karpfham/Bad Griesbach im Rottal und Asbach/Rotthalmünster. 
Über Bayerbach, Brombach/Bad Birnbach, Gartlberg und Rottenstuben erreicht man Eggenfelden in der Ferienregion Rottal-Inn, von wo es nicht mehr weit nach Altötting ist. Nach Altötting verläuft der Jakobsweg über Altenmarkt/Neubeuern und Wasserburg am Inn bis nach Kufstein.

## Projekt
Das Pilgerwegprojekt wurde in dreijähriger Vorbereitungszeit in Zusammenarbeit zwischen den Tourismusverbänden Böhmerwald (OÖ), Passauer Land, Rottal-Inn, Inn-Salzach und Landkreis Rosenheim in Bayern entwickelt und 2007 eröffnet. Projektpartner waren der Entwicklungsfonds der Stadt Krumau und Euregio Bayerischer Wald – Böhmerwald – Unterer Inn.